# Kartoffelsalat

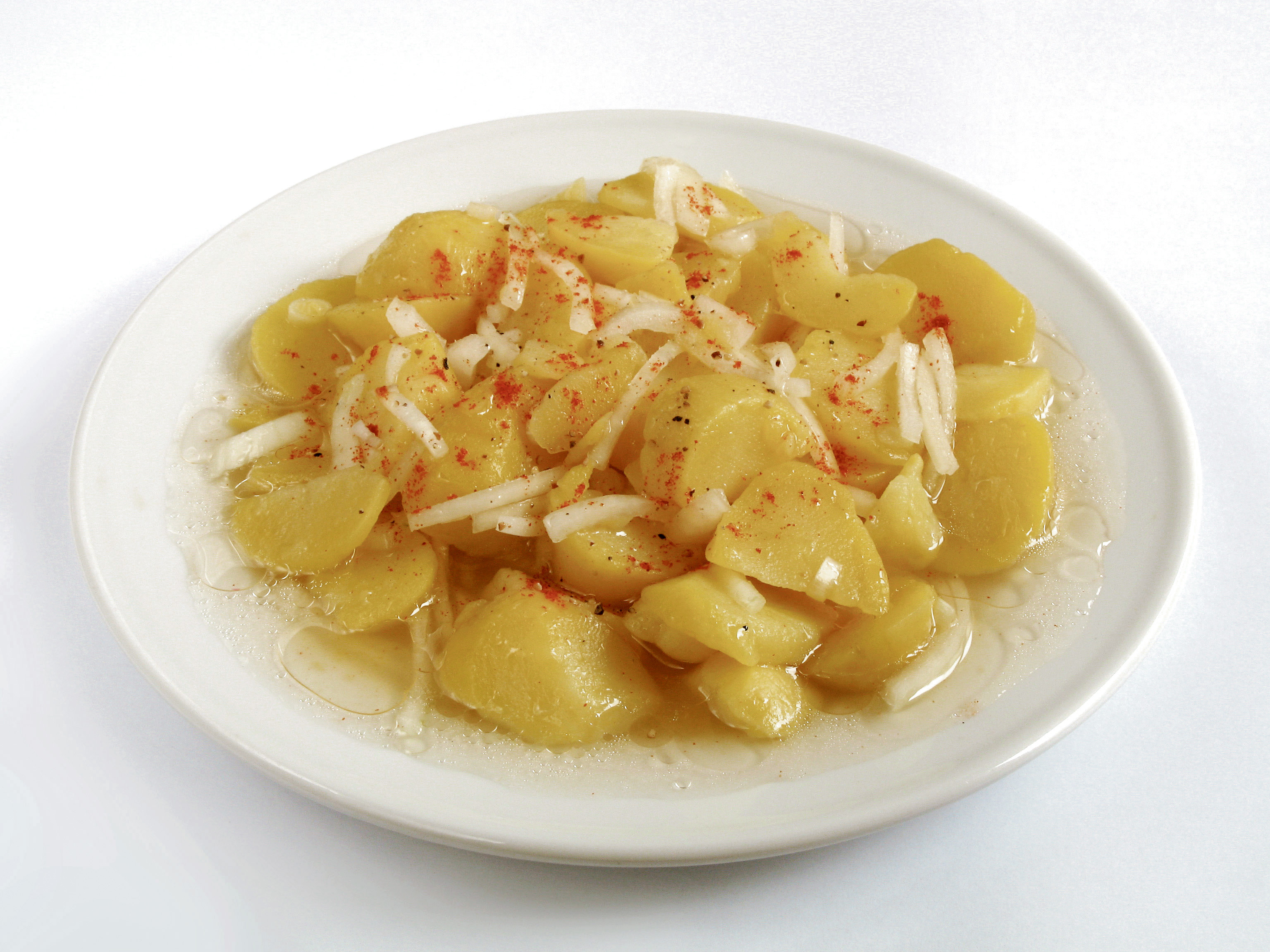
Kartoffelsalat mit Essig und Öl

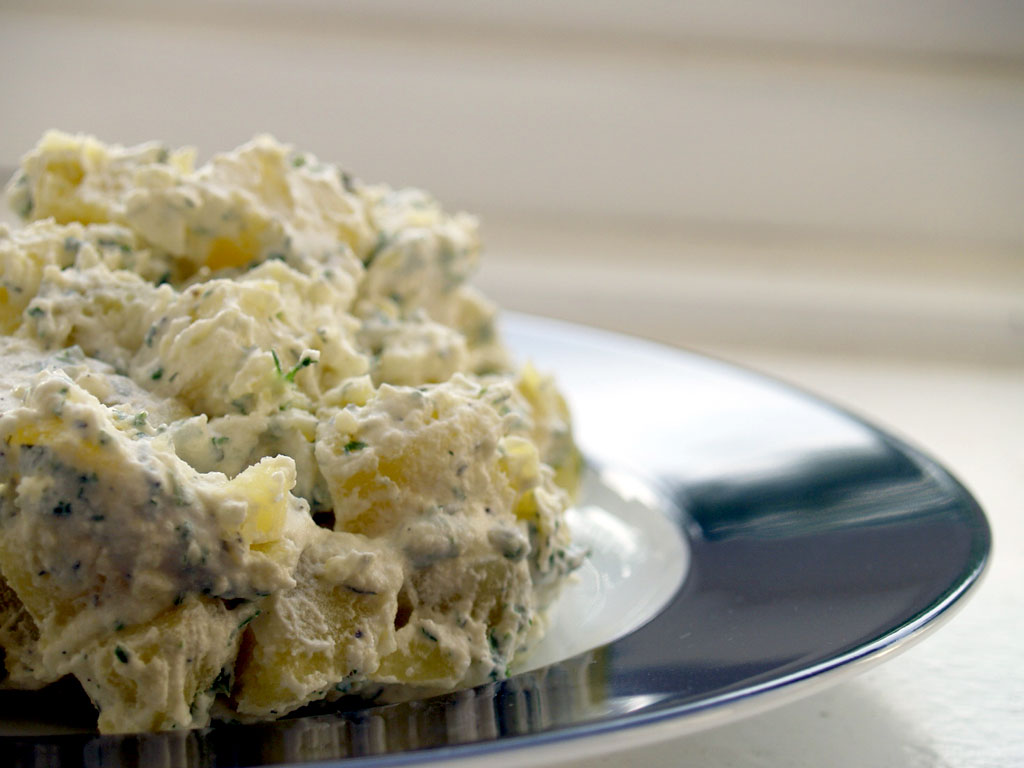
Kartoffelsalat mit Mayonnaise

Kartoffelsalat wird aus gekochten Kartoffeln und weiteren Zutaten hergestellt. Grundsätzlich lassen sich die Zubereitungsarten mit und ohne Mayonnaise unterscheiden. In Süddeutschland und Österreich ist der Ausdruck Erdäpfelsalat verbreitet, die oberschwäbische und schweizerdeutsche Bezeichnung ist Härdöpfelsalat.

## Geschichte
Das älteste bekannte Kartoffelsalat-Rezept stammt aus dem Werk Nova Typis Navigatio aus 1621 vom österreichischen Abt des Stift Seitenstetten Caspar Plautz. Ähnliche Kartoffelsalate tauchten um 1800 in deutschen Rezepten auf, und zum Ende des gleichen Jahrhunderts hatte beinahe jedes Land seine eigene Rezeptur von Kartoffelsalaten mit Vinaigrette. Ein Rezept von Tarfuffeln-Salat erschien 1752 im Die Nürnbergische wohlunterwiesene Koechin, ein Erdäpfelsalat in einer Abhandlung von den Erdäpfeln im Jahr 1770.

## Kartoffelsorten
Zur Zubereitung von Kartoffelsalat werden meist festkochende oder vorwiegend festkochende Kartoffeln (sogenannte Salatkartoffeln) verwendet. Die festkochenden Sorten eignen sich, da sie beim Vermischen der Zutaten nicht so leicht zerfallen. In manchen Rezepten wird ein kleiner Anteil mehligkochender Kartoffeln verwendet, um dem Salat eine sämige Konsistenz zu verleihen.

## Zubereitung und Varianten
Die gekochten Kartoffeln werden in Scheiben geschnitten und mit den weiteren Zutaten vermischt. Es können sowohl sogenannte Salzkartoffeln (ohne Schale gekocht) als auch die mit Schale gekochten Pellkartoffeln verwendet werden. Besonders für die norddeutsche Variante des Kartoffelsalats mit Mayonnaise werden die Kartoffeln häufig erst einen Tag nach dem Kochen weiterverarbeitet, da sie dann zusätzliche Festigkeit erhalten haben. Dies trifft auch auf die im Schwäbischen bekannte Version des „geriebenen Kartoffelsalats“ zu. Für die süddeutsche Variante des Salats werden die Kartoffeln meist verarbeitet, wenn sie noch warm sind, weil die Marinade dann besser einziehen kann. Dies funktioniert besonders gut bei gedünsteten Kartoffeln. Eine weitere Zubereitungsart besteht darin, dass die Kartoffeln nicht geschnitten, sondern leicht zerstoßen werden und dabei zerfallen. Außerdem gibt es noch den „geriebenen Kartoffelsalat“. Dabei werden am Vortag gekochte Kartoffeln (oder Reste von Mahlzeiten) auf einer Küchenreibe gerieben und anschließend mit Zwiebel, Essig, Öl, Salz, Pfeffer und einer warmen Fleischbrühe zubereitet.
Die Zubereitungsarten und Zutaten des Kartoffelsalats unterscheiden sich selbst innerhalb derselben Region. Auch existieren keine regional einheitlichen Zubereitungsarten, allenfalls Vorlieben oder Familientraditionen. Die salatartige Zubereitung ist schon in der ersten wissenschaftlichen Beschreibung der Kartoffel nachgewiesen, wo zu lesen ist, dass man sie gekocht auch „mit Öl, Essig und Salz“ verzehrt.

### Ohne Mayonnaise
In Süddeutschland sowie Österreich bis nach Kroatien werden die geschnittenen Kartoffeln meist mit einem Sud aus Fleischbrühe, Essig, Öl, Salz, Pfeffer und Senf vermischt. Der Salat kann zusätzlich kleingeschnittene Zwiebeln, gebratene Speckwürfel, Knoblauch oder Gurkenstücke enthalten. Häufig werden die noch heißen Kartoffeln mit der Marinade übergossen. Der so zubereitete Salat kann warm („Warmer Kartoffelsalat“) oder kalt gegessen werden.
In Teilen der Steiermark und des Burgenlands wird der Erdäpfelsalat mit Kürbiskernöl angerichtet serviert. In Franken ist Schnittlauch obligatorisch.

### Mit Mayonnaise
In den nördlichen Teilen Deutschlands sowie in der schlesischen und in der böhmischen Küche wird der Kartoffelsalat meist mit einem mayonnaisehaltigen Dressing zubereitet.
Dem Kartoffelsalat mit Mayonnaise werden im Rheinland oft Gewürzgurken oder Äpfel hinzugefügt. Im Norden dominieren Varianten mit Äpfeln und gekochtem Ei. Im Brandenburgischen werden dagegen Gewürzgurken mit Radieschen oder feingeschnittener Zwiebel kombiniert. Auch Bratenreste, Matjes, Wurststücke und frische Kräuter können nach Belieben zum Salat gegeben werden. In Tschechien, Slowakei und Polen werden neben Mayonnaise und Senf gekochtes Ei, Gewürzgurken, Karotten, Erbsen und Zwiebel beigemischt.
Als Alternative zu Mayonnaise ist auch eine Zubereitung mit Joghurt möglich, besonders in der Diätküche.

### Charivari
„Charivari“ (von lateinisch caribaria ‚Durcheinander‘) ist eine französische Variante des Kartoffelsalats. In den Charivari kommen zu den in Würfel oder Scheiben geschnittenen gekochten Kartoffeln Äpfel, Birnen, Champignons, Rote Bete und Salzgurken.
In der Normandie gibt es eine Variante mit Heringsstücken. Der Salat erhält ein Dressing aus gewürzter Mayonnaise.

### Ensaladilla rusa

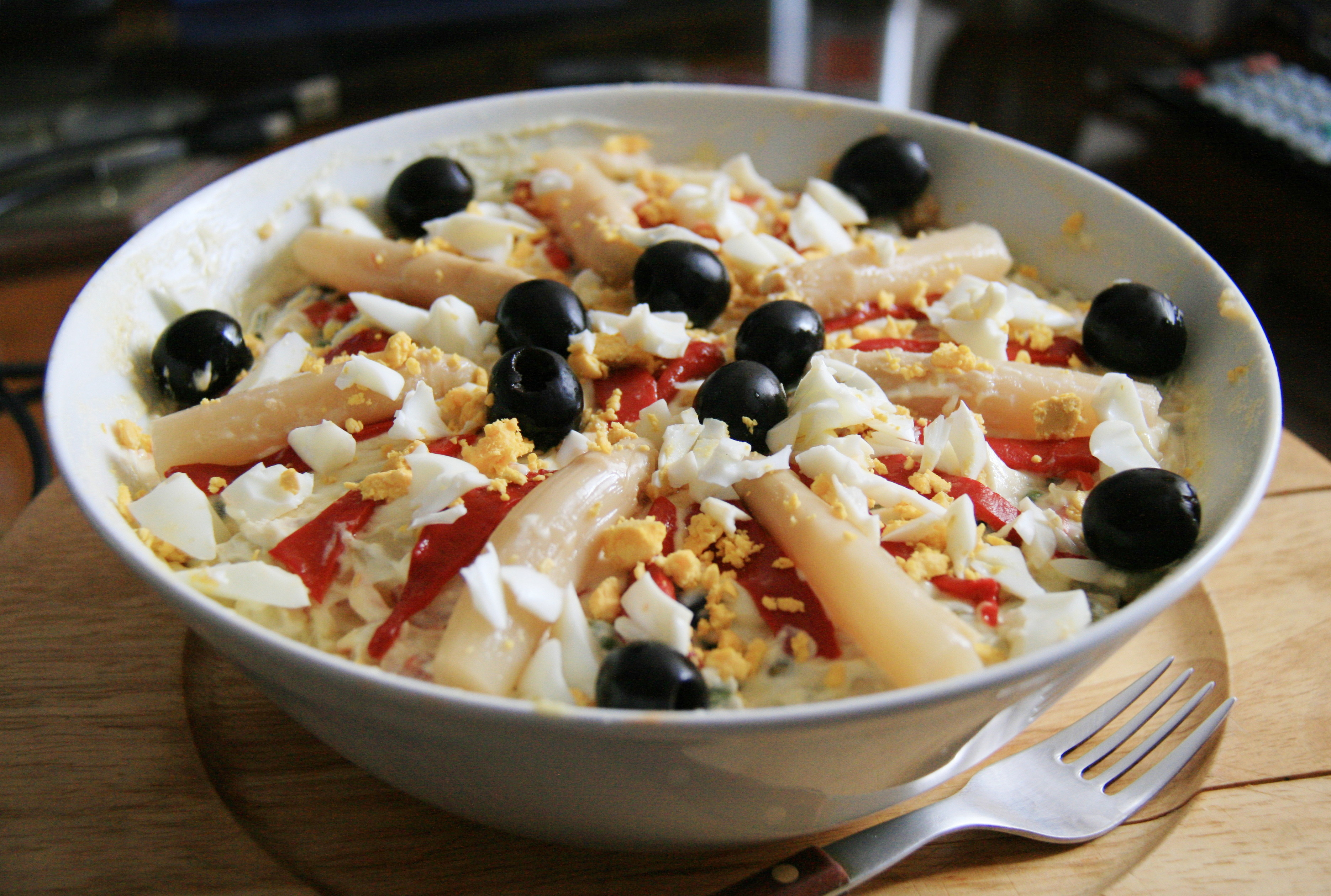
Ensaladilla rusa

Der in Spanien und Lateinamerika sehr beliebte „russische Salat“ enthält neben Kartoffeln: Karotten, Erbsen, Thunfisch und Spargel. Der Salat wird je nach Region mit einer unterschiedlich gewürzten Mayonnaise zubereitet, oder es werden andere Zutaten wie Paprika, saure Bohnen und Oliven hinzugefügt.

## Verwendung
Kartoffelsalat ist wegen der Vielfalt der Zubereitungsarten eine sehr beliebte und vielseitige Beilage zu verschiedenen Gerichten. Häufig existieren alte Familienrezepte, die über viele Jahrzehnte verwendet und weitergegeben werden. Der Kartoffelsalat wird oft zu Würstchen, zum Kotelett, aber auch zu gebratenem oder gebackenem Fisch gereicht. Als Erdäpfelsalat ist er eine klassische Beilage zum Wiener Schnitzel. Er ist ein beliebter Partysalat und wird an Feiertagen zubereitet. In vielen Familien ist es üblich, am Heiligabend Kartoffelsalat mit Bratwurst, Bockwurst oder Wiener zu essen. Würstchen mit Kartoffelsalat sind in Deutschland nach einer Umfrage im November 2020 das beliebteste Gericht an Heiligabend.

## Regionale Bezeichnungen
In vielen Regionen werden für die regionalen Varianten auch häufig aus dem jeweiligen Dialekt gebildete Bezeichnungen verwendet. Grundlage der Wortbildung sind zumeist regionale Bezeichnungen der Kartoffel.
- Bayern und Österreich: Erdäpfelsalat
- Franken: Bodaggnsalod (Nürnberger Raum), Örpflsaloud, Grumbernsalod (Unterfranken)
- Schwaben: Grombierasalad
- Hohenlohe: Äbbieresalad
- Oberschwaben: Hadepfelsalat
- Rheinland: (E)Ärpelschloot seltener (Äd)äpelschlot
- Oberlausitz: Abernsuloat
- Mecklenburg: Tüftensalat
- Eifel: Krumpernzalot

## In der Kunst

### Theater
Kartoffelsalat gilt als charakteristisches Requisit in den Theater- und Operninszenierungen des Regisseurs Frank Castorf. Er verwendete erstmals große Mengen in seiner Inszenierung von Pension Schöller an der Berliner Volksbühne 1994, für die er bekannt wurde. Darin rutschte Henry Hübchen in einer Slapstick-Einlage auf Kartoffelsalat aus. Zuvor wurde bereits in der Inszenierung von Alkestis 1993 Kartoffelsalat auf der Bühne verteilt. Die Theaterkritik bezeichnet Kartoffelsalat seither als Markenzeichen von Castorfs Inszenierungen. Die Verwendung des Lebensmittels als Requisit spielt darauf an, dass Bananen, deren Schalen im Hollywood-Film klassischerweise für Slapstick-Nummern verwendet wurden, im Alltag der DDR Mangelware waren. Castorf verwendete Kartoffelsalat später als Selbstzitat immer wieder, so etwa in der Inszenierung von Die Marquise von O. 2012 oder von Der Spieler 2014 bei den Wiener Festwochen.